# Stiepan Mironow
Stiepan Antiochowicz Mironow (ros. Степан Антиохович Миронов, ur. w sierpniu 1903 we wsi Afanasjewo w guberni włodzimierskiej, zm. 1958) – radziecki działacz partyjny i państwowy.

## Życiorys
W latach 1920–1923 służył w Armii Czerwonej, w tym 1921-1923 był kursantem szkoły wojskowej, potem sekretarzem komitetu fabryczno-zawodowego i kierownikiem sekcji gospodarczej w fabryce "Sowietskaja" k. Wiazników. Od 1926 był sekretarzem komitetu WKP(b) fabryki tekstylnej w guberni włodzimierskiej, potem sekretarzem odpowiedzialnym gminnego komitetu WKP(b) w guberni włodzimierskiej i do 1931 kierownikiem Wydziału Organizacyjnego Włodzimierskiego Miejskiego Rejonowego Komitetu WKP(b), 1931-1933 studiował na Komunistycznym Uniwersytecie im. Swierdłowa. W latach 1933–1937 był szefem wydziału politycznego sowchozu, 1937-1938 I sekretarzem rejonowego komitetu Komunistycznej Partii (bolszewików) Kazachstanu w obwodzie kustanajskim, 1938-1940 przewodniczącym Komitetu Wykonawczego Kustanajskiej Rady Obwodowej, a 1941-1944 sekretarzem rejonowego komitetu KP(b)K w obwodzie semipałatyńskim. W 1944 był sekretarzem makanczinskiego rejonowego komitetu KP(b)K w obwodzie semipałatyńskim, 1944-1948 przewodniczącym komitetu wykonawczego oktiabrskiej rady rejonowej, 1948-1950 instruktorem Komitetu Obwodowego KP(b)K w Semipałatyńsku, a 1950-1953 I zastępcą przewodniczącego Komitetu Wykonawczego Semipałatyńskiej Rady Obwodowej. Został odznaczony Orderem Czerwonego Sztandaru Pracy.